# Xenopsylla guancha
Xenopsylla guancha är en loppart som beskrevs av Beaucournu, Alcovar et Launay 1989. Xenopsylla guancha ingår i släktet Xenopsylla och familjen husloppor. Inga underarter finns listade i Catalogue of Life.